# Roquete

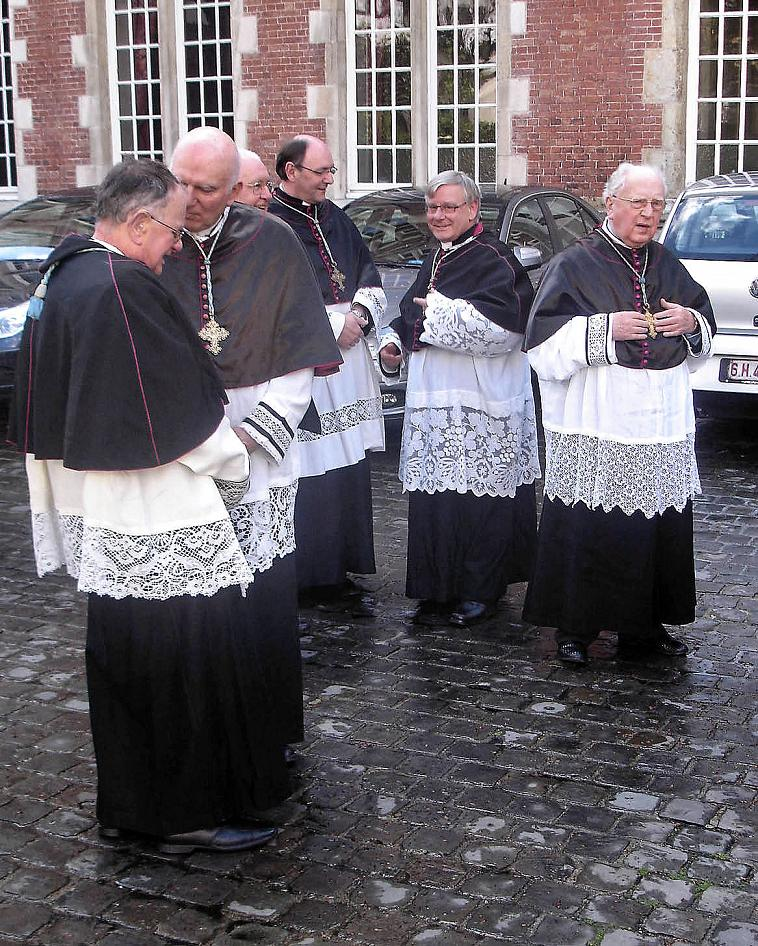
Canónigos con roquete

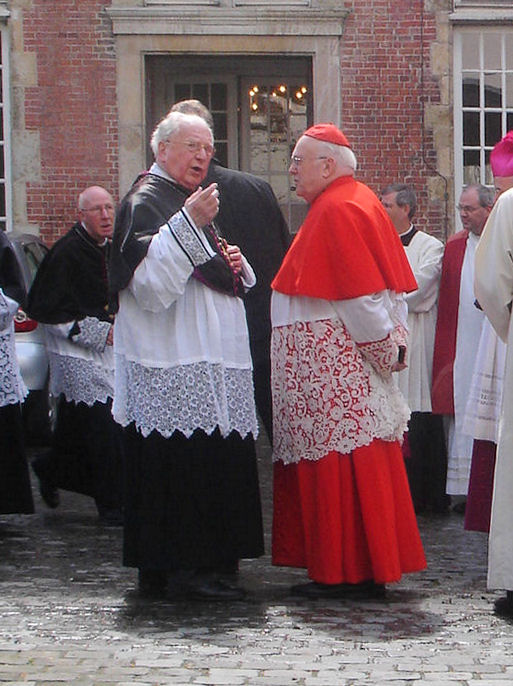
Cardinal y canónigo, Brujas.

El roquete es una vestidura eclesiástica de lino parecida al alba pero más corta y que se lleva sin ceñir al cuerpo. Es similar a la sobrepelliz pero con la diferencia de que las mangas son estrechas y llegan a las muñecas.
El uso del roquete ha quedado desde el siglo XIII para los obispos y para algunos canónigos siendo la sobrepelliz propia de todos los clérigos. El roquete parece que ya se utilizaba en el siglo IX pero su nombre actual derivado del latín roccus o del alemán rock (hábito) no se comienza a usar hasta comienzos del siglo XIII. 
A diferencia de la sobrepelliz, el roquete no se consideraba en puridad un ornamento, sino un símbolo de jurisdicción, de ahí que fuera exhibido por los obispos en el territorio de su diócesis, mientras que lo cubrían con el mantelete fuera de ella. Por lo mismo, en el ritual tradicional el roquete se conservaba bajo el alba e incluso bajo la propia sobrepelliz, a la que no sustituía.
En el siglo XX, tras las reformas litúrgicas posteriores al Concilio Vaticano II, el roquete sigue siendo símbolo jerárquico de obispos y prelados, que lo usan con el hábito coral, pero también en sustitución de la sobrepelliz en actos litúrgicos en los que no se precisa alba, habiendo por tanto desaparecido el uso de vestir ésta encima de aquel.
Existen dos tipos: 
- el roquete de cuello romano (cuadrado)
- el roquete de cuello redondo